# 우젠나카야마역
우젠나카야마역(일본어: 羽前中山駅)은 일본 야마가타현 가미노야마시에 위치한 동일본 여객철도 오우 본선의 철도역이다. 상대식 승강장 2면 2선의 구조를 가진 지상역이자, 가미노야마온센역 관리의 무인역이다. 야마가타 선 구간에 포함된다.

## 타는 곳
| 1 | ■ 야마가타 선 | (하행) | 가미노야마온센 · 야마가타 방면 |
| 2 | ■ 야마가타 선 | (상행) | 아카유 · 요네자와 방면         |

## 역 주변
- 국도 제13호선
- 마에카와 댐

## 역사
- 1952년 11월 15일 : 개업.
- 1970년 10월 1일 : 무인화.
- 1987년 4월 1일 : 일본국유철도 분할 민영화에 의해, 동일본 여객철도의 역이 됨.
- 2001년 : 현재의 역사로 개축.

## 인접 역
| 동일본 여객철도 오우 본선 | 동일본 여객철도 오우 본선 | 동일본 여객철도 오우 본선    |
| ------------------------- | ------------------------- | ---------------------------- |
| 나카가와 후쿠시마 방면    | ■ 야마가타 선             | 가미노야마온센 야마가타 방면 |